# Discoteca

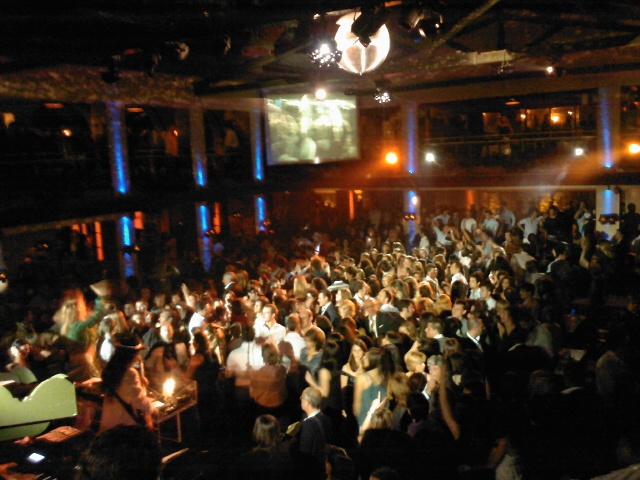
La Capannina di Franceschi di Forte dei Marmi

La discoteca è un locale di pubblico spettacolo principalmente destinato a intrattenimenti danzanti, dove si offre produzione di carattere artistico-musicale, dietro il pagamento di un corrispettivo.
È un luogo di ritrovo e d'incontro ed è considerata l'evoluzione della vecchia balera

## Caratteristiche
Si possono distinguere vari tipi di discoteca, sia in base alla collocazione che secondo le dimensioni e i generi musicali proposti. La relativa giovane età del tipo di locale e la velocissima evoluzione che ha subìto non consentono oggi di attribuire a tutte le discoteche le stesse caratteristiche, cosa invece possibile negli anni settanta. Nell'immaginario collettivo, la discoteca è passata da locale dove si va per conoscere altre persone a locale dove si va per estraniarsi dalla realtà, per poi suddividersi, nell'era attuale, in molteplici tipi di locale; i più diffusi attualmente:
- discoteche di grandi dimensioni a frequentazione prevalentemente adolescenziale e che suonano un tipo di musica commerciale (house, dance pop, synth pop);
- discoteche di dimensioni medio-piccole a frequentazione prevalentemente giovanile, con selezione all'ingresso, che suonano un tipo di musica ricercato e raffinato (jazz house);
- discoteche di dimensioni medie a frequentazione eterogenea, ma prevalentemente giovanile e adulta, che suonano musica latino-americana;
- discoteche di dimensioni medie che offrono musica hardstyle, hardcore e trance.

È possibile individuare aree ad altissima densità di discoteche: in Italia, è notoria la diffusione delle discoteche nella Riviera romagnola tra Rimini e Riccione o in altre località balneari nella Versilia come Forte dei Marmi, in Puglia come Gallipoli, Castellaneta Marina e in Veneto come nel litorale del Lido di Jesolo e nelle provincie di Venezia e Treviso. A livello europeo i locali notturni si accentrano nell'isola spagnola di Ibiza ed in Grecia per la intensa attività turistica estiva, ma soprattutto in Gran Bretagna, Germania ed Olanda dove durante tutto l'anno il settore offre interessanti proposte alla clientela. Il panorama internazionale delle discoteche è particolarmente fiorente in Florida.

### Discoteche turistiche
Nelle aree ad alta densità di nightclub, quasi sempre coincidenti con apprezzate località del turismo balneare, le discoteche sono caratterizzate da dimensioni superiori alla media, solitamente sono accessoriate di piscina e area all'aperto per i cocktail vista mare e spesso sono completamente all'aperto, svolgendo un richiamo prettamente estivo. In locali del genere, spesso presi in affitto da gruppi ed agenzie di viaggio internazionali, si raggiungono presenze sull'ordine delle migliaia di ragazzi e sono affollate per tutta la settimana. Per questo sono dotate di ampi parcheggi e di zone drink, oltre che degli immancabili buttafuori. In merito alle nuove tendenze estive, va segnalata la novità dei "Beach Club" diffusisi a partire dalla fine degli anni novanta che, pur rispettando orari diversi dalle discoteche, offrono lo stesso prodotto ma direttamente sulla spiaggia. Capostipite del fenomeno è stata la "Nikki Beach" di Miami, seguita da Saint-Tropez e quindi dall'Emilia-Romagna ed infine dalla Costa Smeralda in Sardegna.

### Discoteche di città

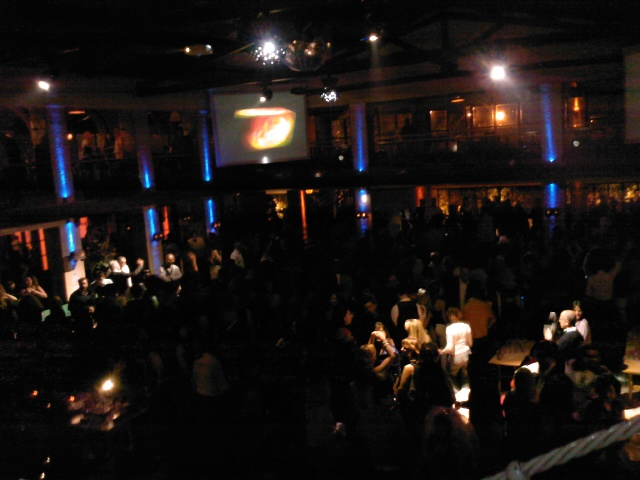
Capannina di Franceschi

Nelle città, invece, le discoteche tendono ad essere poste in periferia, in modo da non nuocere agli abitanti con i rumori intensi e prolungati. Nelle grandi città meta di un turismo prevalentemente non estivo, come le maggiori capitali europee, invece, si trovano anche discoteche in centro, frequentate da turisti e locali (a differenza dei locali di Malta o Ibiza, assiepate esclusivamente di giovani stranieri). Questo tipo di locali si differenzia per le dimensioni modeste, la presenza di sale da ballo rigidamente al chiuso e il più delle volte prive di servizi accessori esterni come i parcheggi, e una frequentazione drasticamente inferiore e limitata soprattutto ai fine settimana. Le discoteche di città sono tuttavia le più capillarmente diffuse, e coprono quasi interamente il territorio nazionale italiano.
Tuttavia spesso questa differenza tra discoteche turistiche e di città non sussiste, e si ha soltanto l'intensificazione dell'attività di un locale nel periodo estivo o viceversa.

## Storia

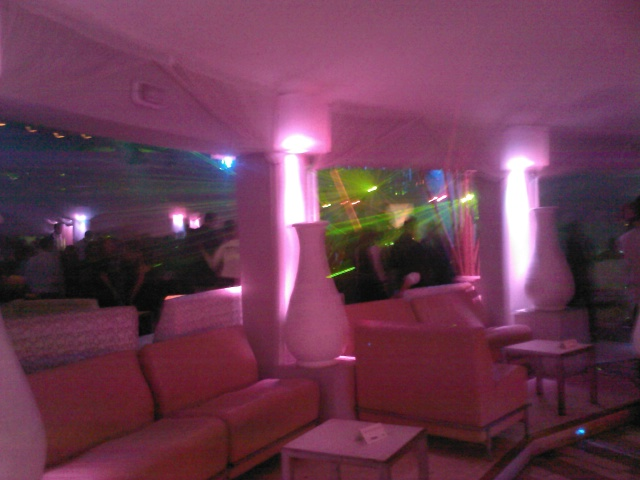
La Bussola Versilia, storico locale della Versilia

La discoteca come locale frequentato da giovani, dove si ascolta e si balla musica alla moda, si sviluppa in seguito al boom economico degli anni sessanta e quindi all'affermazione del turismo di massa e della musica leggera popolare. Va inoltre evidenziato che essa si evolve subito nella struttura e nell'aspetto insieme al genere di musica "ballabile". Con il tempo, è diventata una categoria commerciale ben definita e del tutto scorporata da altre iniziative ricreative.

### Parigi anni '50: culla del fenomeno
La nascita del fenomeno della discoteca a livello mondiale (intesa come Dancing dove un Disc Jockey sostituisce la band musicale) sembrerebbe risalire a Parigi nel 1954 ed esattamente al "Le Whisky a gogo" di Paul Pacini. In quegli anni l'animatrice incontrastata delle notti parigine è una giovane showgirl di origine belga dal nome d'arte Régine ed è lei a concepire il nuovo concept dei locali da ballo del periodo chiedendo al gestore Paul Pacini di riaprire "Le Whisky a gogò" per sperimentare la sua intuizione. Il successo è travolgente e Régine nel 1956 fonda il "Chez Régine" di Parigi che diventa il locale culto del "Twist". Regine ha inciso numerosi dischi tra gli anni 50 e 60 ed è stata un personaggio pubblico famoso in Francia.

### Gli anni sessanta
Fino ai primi anni sessanta, i luoghi di villeggiatura (termali e balneari) erano caratterizzati dalla presenza dei club sportivi ("sporting club") che integravano la propria offerta di svago con balere e locali piano-bar spesso selettivi nelle frequentazioni. Con l'avvento del benessere economico generale degli anni 1962-1963 si assiste anche alla nascita di locali di svago e d'incontro per un turismo più popolare e meno classista. In Italia è sulla riviera toscana della Versilia e sulla riviera romagnola che sorgono i primi grandi locali che propongono musica giovanile e che molto spesso ospitano gli artisti dei successi stagionali del momento (come i concerti organizzati alla Capannina di Alassio, la Bussola di Focette (oggi Bussola Versilia) di Marina di Pietrasanta e l'altra storica Capannina di Forte dei Marmi). Questi locali (spesso all'aperto) vengono organizzati con una pista da ballo, console del Dj, palco per ospitare complessi e cantanti, bancone del bar e spazi adibiti alla sosta ed alla conversazione. Durante l'inverno, i locali da ballo sono ubicati nei grandi centri urbani e risultano molto più contenuti nelle dimensioni che negli intenti: ci si può ricondurre essenzialmente all'idea di bar, ristoranti e caffè (presenza dei jukebox) in cui si può anche ballare. Anche gli orari di funzionamento si adeguano a quelli lavorativi cittadini, ragion per cui solo i sabati sera e le domeniche pomeriggio vengono interessate dal ballo. Questi locali, che in larga misura si limiteranno a riprodurre la musica, si caratterizzano fino alla seconda metà degli anni settanta per una selezione musicale molto eterogenea: si spazia dal rock al lento. Tuttavia ci saranno locali come il Piper di Roma che si distingueranno per promuovere prevalentemente musica dal vivo ospitando (e talvolta lanciando) gli artisti più giovani.
In realtà nel 1964 nel comune di Portoferraio (isola d'Elba) nacque forse la prima discoteca in quanto tale, un posto dove si andava per ballare con la musica ad alto volume utilizzando solo dei dischi, niente musica dal vivo come si usava all'epoca, si chiama ancora oggi Club 64.

### Gli anni settanta: il periodo d'oro
In Italia i luoghi in cui si balla sono ancora le "sale da ballo" dove regnava la musica dal vivo. Successivamente, si iniziarono a ballare i dischi, in alternativa o come pausa musicale delle orchestre. Ecco esordire i primi disc jockey che si occupavano di mettere i dischi, semplicemente uno dopo l'altro (spesso con un piatto solo).
Già dal 1970, si suonava della musica che si poteva forse dividere in due grandi tipi: la musica Bianca, di provenienza europea, e la musica Nera di provenienza americana. Si parla sempre di 45 giri che ben presto, con l'avvento del mixaggio, divennero dei discomix (grandi come un 33 ma che giravano a 45) e si mescolavano dei dischi europei, con dischi americani soul, rhythm & blues e funky di artisti quali: Arthur Conley, Joe Tex, Wilson Pickett, James Brown, Rufus Thomas, Lyn Collins, ecc. Un particolare delle serate in discoteca negli anni settanta era che la musica veloce che si ballava come "shake" veniva alternata da lenti. La proporzione era di 5 shake e 5 lenti, poi, col passare degli anni, trenta minuti di shake e 3 lenti.
Alcune discoteche del periodo sono il "Ritual" (1970) di Arzachena, il "Sayonara" di Castel Goffredo (Mantova), l'"Eden Discoteque" (1973) di Piubega (Mantova), il "Baia Degli Angeli" (1974) di Gabicce Mare (ribattezzato e tematizzato in stile romano nel 1985 come "Baia Imperiale") il Ciak a Bologna (1973) sono i primi esempi italiani di locali da ballo isolati dal circostante contesto urbano.
Nei primi anni settanta torna di moda anche il ballo più classico: il liscio (promosso da Raoul Casadei). Sorgeranno quindi in questo periodo pure le prime strutture caratterizzate dalle ampie luci strutturali delle sale da ballo (dovute alla necessità di grandi piste senza ostacoli per garantire un facile movimento) e dalla presenza delle orchestre che suonano dal vivo. Significativo è il fatto che con questo tipo di locali il ballo non resterà più prerogativa solo dei giovani ma diverrà abitudine anche per la gente molto più anziana.
Sono comunque gli anni settanta che vedranno la nascita della discoteca come viene intesa ancora oggi.
Infatti è nel 1977 con i locali di New York come lo Studio 54, il Paradise Garage, il 12 West o il Flamingo che si fissa la nascita ufficiale della discoteca odierna. Il successo è anche dovuto all'esplosione del genere musicale disco music, celebrato ed in parte promosso anche dal film La febbre del sabato sera (1977). Fino ad allora infatti, la musica concepita esclusivamente per ballare (non ancora chiamata musica dance) veniva prodotta prevalentemente per la stagione estiva; i locali da ballo, che funzionavano essenzialmente la domenica pomeriggio (d'inverno) e la sera (ma raramente fino alle 5 del mattino), alternavano ciclicamente nella stessa serata balli lenti e veloci. Le case discografiche quindi, non investivano molto nel genere ballabile, anche perché non vi era la necessità, in quanto, i locali da ballo fungevano più che altro da luoghi d'incontro o dove fare nuove conoscenze.
Con l'avvento della Disco Music si assiste ad una vera e propria imposizione di un nuovo genere non più semplicemente "ballabile" ma, appunto, "da discoteca". Cambia radicalmente la concezione del locale dove trascorrere la serata: si va in discoteca non tanto per incontrarsi e per conoscersi, quanto più per divertirsi ed essere protagonisti. La Discoteca diventa il locale di ritrovo giovanile dove le etichette sociali non contano più nulla. Una produzione discografica intensissima e senza precedenti per la disco music, la stravaganza dell'abbigliamento, delle acconciature e soprattutto gli eccessi talvolta legati all'uso di droghe ed al sesso occasionale  (il virus HIV non si è ancora diffuso), descrivono al meglio questo fenomeno e caratterizzerà gli anni che vanno dal 1977 al 1979. I locali come lo Studio 54 sfrutteranno appieno tutta la produzione discografica del momento ed elimineranno subito dalle proprie serate il lento. Lo Studio 54 in particolare si distinguerà immediatamente come un locale diverso da tutti gli altri: apre i battenti tardi, gli ospiti sono celebrità del mondo del cinema e dello spettacolo, le luci, gli impianti audio, le scenografie e le coreografie hanno lo scopo di stupire e di far sentire i frequentatori al centro di un vero e proprio spettacolo. S'inizia a vivere la notte nella sua interezza.
Numerosissime saranno le discoteche in Italia e nel mondo che nasceranno ispirandosi proprio al modello di questa discoteca newyorkese. Il già esistente Baia degli Angeli (oggi Baia Imperiale) di Gabicce Mare e il Ciak a Bologna restano probabilmente l'esempio italiano più famoso di emulazione dello Studio 54: ospiti di fama nazionale ed internazionale, alta tecnologia degli impianti luci ed audio, serate che durano fino all'alba (quando le altre discoteche chiudevano alle 2:00).
Va anche evidenziato che, proprio sul finire degli anni settanta, emerge la moda dello spazio e della fantascienza più commerciale. Il successo di film come Guerre stellari o serie televisive come Star Trek si rifletterà notevolmente anche nel mondo delle discoteche: molte di esse verranno arredate e soprattutto illuminate in modo da emulare interni di astronavi (pedane luminose, specchi, lamiere stirate, tubi al neon ad accensione sequenziale, consolle su ascensori), il che si riconduce anche all'esigenza di evasione e di estraniazione a livello sociale dalle difficili situazioni politiche nazionali ed internazionali (in Italia è il periodo degli anni di piombo).

### Gli anni ottanta
Con il cambio del decennio e del genere musicale, la Disco music esce di scena e viene sostituita dalla musica elettronica. In questo periodo si assiste anche ad un significativo cambio di tendenza delle discoteche europee rispetto a quelle americane. Se è vero che la nascita della disco avviene negli USA, è anche vero che saranno sempre gli Stati Uniti a respingere sia la disco music che il concetto di discoteca. Per il pubblico statunitense infatti la discomusic risulta un genere troppo futile e privo di contenuti e nell'immaginario collettivo resta collegato indirettamente al mondo gay (è il periodo degli slogan reazionari come "Disco Sucks"). I locali che sorgeranno in seguito allo Studio 54 (già in crisi nel 1980) saranno per lo più di medie dimensioni e collegati alla musica rap, pop e rock (spesso eseguita dal vivo) e quindi più eterogenei e meno eccessivi di come era senza dubbio lo Studio 54. Questo fatto comunque non significa che la musica dance verrà ripudiata negli USA, anzi, semplicemente non verrà più considerata l'unica protagonista del sabato sera.
In Europa invece, il modello della discoteca intesa come luogo di divertimento collettivo, d'incontro e spettacolo avrà un enorme successo. Nei primi anni ottanta in tutta Europa si assiste infatti alla costruzione di locali volti ad ospitare una grande affluenza di pubblico ed infatti le frequentazioni delle discoteche risultano sempre più eterogenee e sempre meno selezionate. I locali da ballo nati ad inizio anni settanta semplicemente come sale liscio, in questo periodo provvederanno ad ampliarsi con nuove strutture adiacenti e divenire quindi anche "discoteca": in questo modo i gestori aumentano la propria offerta di svago notturno. Sempre in relazione al successo della musica elettronica (l'uso a tutto campo del sintetizzatore) e del mito dell'alta tecnologia, nella prima metà del decennio 80 non è azzardato assimilare le discoteche a dei luna-park della musica e del ballo. Anche le scenografie di studi di trasmissioni televisive popolari e di varietà ricreano in tutto vere e proprie discoteche: in Italia, nell'edizione del 1983 del Festival della canzone italiana di Sanremo verranno utilizzati raggi laser scenografici, mentre altre trasmissioni come "Fantastico" verranno ricordate per le sigle esplicitamente dance. In Italia ed in Europa si assiste anche all'esplosione della musica dance "made in Italy", cosa notevole se si considera che negli anni del boom della disco music (1977-1979) non si annovera praticamente alcun successo di matrice italiana. È in questo periodo che a Londra, Ibiza e Francoforte nasceranno alcuni dei locali più famosi del mondo ed ancora oggi all'avanguardia. Anche in Italia, sono i primi anni ottanta che vedono sorgere le grandi strutture anche in provincia, come ad esempio il Movida di Jesolo e l’Easy Life di Frosinone (1982), con quest'ultima che successivamente si svilupperà non solo come discoteca ma anche come acquapark e ristorante per una superficie totale di 5000 m².
Contrariamente a quanto lasciavano intendere le tendenze dell'epoca, saranno ancora gli USA a lanciare un nuovo tipo musica e di discoteca. A metà degli anni ottanta, a Chicago apre il "Warehouse Club" (letteralmente "club magazzino") dove viene suonata una musica selezionata esclusivamente dai DJ e non quella che viene trasmessa dalle radio. È la nascita ufficiale della House Music e del fenomeno "Club Culture": per la prima volta il DJ non si limita solo a mixare i brani ma tecnicamente è anche lui stesso che fa musica sovrapponendo diverse basi. Le frequentazioni di questi locali sono mosse esclusivamente dal tipo di musica suonata e che verrà denominata "di tendenza". A differenza delle discoteche protagoniste negli anni settanta e primi anni ottanta, che si descrivevano a mezzo di cangianti scenografie, luci colorate, tubi al neon e piste da ballo luminose, questi nuovi locali si caratterizzano per le atmosfere buie, l'essenzialità degli arredi e talvolta per una pubblicità basata più che altro sul passaparola piuttosto che su insegne e cartelloni pubblicitari. Altre discoteche verranno arredate a tema: nella seconda metà degli anni 80 e fino ai primi anni 90, molteplici saranno i locali che richiameranno negli arredi e scenografie gli stili romano, gotico, arabesco ed egizio.
Sul finire degli anni ottanta si afferma anche il genere antagonista della musica house: il genere Techno. Questo genere, caratterizzato da un ritmo più aggressivo, più duro e più elettronico della House, si distinguerà inizialmente soprattutto grazie ad un fenomeno andato in voga fino a metà degli anni novanta: il rave party. Si tratta essenzialmente di serate organizzate clandestinamente in luoghi dimessi e quindi privi di autorizzazione (come industrie abbandonate) e spesso anche in radure all'aperto. Le attrezzature vengono noleggiate dagli organizzatori e la pubblicità, che può far arrivare partecipanti anche da oltre i confini nazionali, è essenzialmente basata sul passaparola.
Nelle discoteche di maggiori dimensioni, inizia a diventare sempre più diffuso il concetto della "multisala": ad una sala principale di grandi dimensioni, ne vengono affiancate altre di dimensioni inferiori ma specializzate in musiche più all'avanguardia. Sul finire degli anni ottanta nascono anche le cubiste: ragazze che ballano su cubi rialzati rispetto alla pista e che hanno lo scopo di animare la serata.

### Gli anni novanta
Gli anni novanta iniziano con una selezione di generi musicali che interessa anche le discoteche. Ci sono discoteche che propongono esclusivamente musica techno mentre altre solo house. Nelle discoteche di maggiori dimensioni, in sale separate, si suonano entrambi ed altri generi e pertanto s'impone definitivamente il modello della discoteca multisala (la sala Privé, dove si accede spesso solo su invito, sarà presente in quasi tutte le grandi strutture). È questo il periodo in cui in Europa verranno inaugurate le ultime grandi discoteche nate ex novo; in Italia possono essere menzionati il Divinae Follie (1990) di Bisceglie (Bt) (situata all'interno di una struttura polifunzionale con ristorante, sale ricevimento e piscina. La struttura si estende su una superficie di 17 400 m2) il Prince (1991) di Riccione, l'Ultimo Impero (1992) di Airasca (all'epoca discoteca più grande d'Europa e tra le più all'avanguardia) ed il Cyborg (1993) di Attigliano (quest'ultima si svilupperà su una superficie di 4000 m2). In seguito non si assisterà più ad alcun evento musicale di rilievo tale da richiedere la costruzione di nuovi grandi locali. C'è anche un'affermazione dei sottogeneri musicali e quindi dei locali ad essi collegati: si assiste alla nascita del genere "fashion" che diverrà sinonimo non solo di musica house raffinata (che farà da colonna sonora anche alle varie sfilate di alta moda) ma anche di locale frequentato da gente più adulta e danarosa (è la musica dei privé). La musica "commerciale" sarà la preferita dagli adolescenti e che torneranno a far funzionare le discoteche anche la domenica pomeriggio. All'interno del genere Techno si assiste anche in questo caso all'affermazione di vari sottogeneri: Dream, Trance e Progressive. Poiché c'è un'esaltazione della figura del DJ che in questo periodo inizia a diventare una vera e propria star ed allo stesso tempo innumerevoli sono le sperimentazioni di nuovi suoni, i locali che si specializzano in questi vari sottogeneri tendono ad essere tematizzati in stile hi-tech ed "alieno", quasi a sottintendere che questo tipo di musica provenga da un altro mondo o che appartenga ad altra natura. La discoteca Asylum aperta nel 1992 a Jesolo Lido è tra le capostipiti di questo genere. Queste discoteche verranno frequentate prevalentemente da giovani (prevalentemente 17-22 anni) di tutte le classi sociali e che non cureranno molto il vestiario firmato quanto più quello di moda e degli accessori. Questo è il decennio in cui le discoteche raggiungono il loro massimo splendore, accendono una vivace concorrenza ed un'attività a pieno regime. Molti locali si rinnoveranno negli arredi e si tenderà a far prevalere le linee curve e l'impatto visivo dei colori. È un decennio che in definitiva non mostra alcun tipo di crisi del settore ed in cui s'investe molto: ristrutturazioni di vecchi locali, ampliamenti con aggiunta di ulteriori sale, negozi interni che vendono gadget con il logo del locale (cosa introdotta in Italia già negli anni settanta da la Baia degli Angeli), apertura di succursali in altri paesi (come nel caso del Pacha di Ibiza), ed addirittura parchi divertimento che restano aperti nelle ore notturne ospitando al proprio interno discoteche (è il caso italiano di Aquafan e Mirabilandia). Sussiste una vera e propria imprenditoria delle discoteche. Alcune diventano dei veri e propri marchi di produzione (o etichetta nel gergo discografico): è il caso del Ministry of Sound di Londra inaugurata nel 1991. Questo fatto è dovuto anche alla concomitanza di un altro periodo florido della produzione discografica: se il 1978-1979 è stato il biennio più produttivo per la disco-music, il triennio 1993-1995 è stato senza dubbio un altro periodo in cui la musica da discoteca ha regnato incontrastata le classifiche. Data l'eterogeneità delle frequentazioni delle grandi discoteche (che in questo periodo raggiungono anche le cinquemila presenze per serata) si torna a fare selezione agli ingressi o preventivamente sul prezzo d'ingresso. Molte discoteche estendono la propria attività diventando anche ristorante (il che si ricollega agli albori del periodo delle discoteche). In definitiva gli anni novanta si concludono molto positivamente per i locali notturni: accanto alle ormai affermate discoteche, sorgono moltissimi locali di modeste dimensioni ma che si specializzano in differenti generi non necessariamente ballabili come il rock, il reggae, l'heavy metal, l'elettronica, lo ska, il punk, l'afro. Si assiste anche all'affermazione di locali per il ballo di coppia più esotico come il latino americano.

### Gli anni duemila

Gli anni dieci raramente vedranno inaugurare locali di grandi dimensioni e la tendenza resta quella delle piccole discoteche che suonano generi diversi a seconda del tipo di serata. Emerge e si afferma dapprima il disco-bar e poi il disco-dinner. Il primo è un pub ad ingresso libero ma a consumazione obbligatoria e che propone spesso lo stesso tipo di serata delle normali discoteche ma ad un prezzo inferiore. Il secondo è un locale (spesso si tratta di vecchie discoteche o pub di medie dimensioni) che nella prima fascia oraria della serata (20.00 - 24.00) effettua anche il servizio di ristorazione, organizza eventi (meeting), ha uno staff di animazione e nella seconda parte della serata (dalle 24.00 in poi) svolge lo stesso programma dei Disco-bar. Il primo è frequentato prevalentemente da ventenni, il secondo da trentenni. Si afferma come serata di svago anche il venerdì sera. Ad inizio decennio ci sarà anche una vera e propria riscoperta della musica dei decenni passati e quindi del revival: saranno moltissimi i locali e le discoteche che riproporranno la musica degli anni settanta, anni ottanta ed i "mitici" anni sessanta. Si vede il progressivo affermarsi della silent disco, idea già realizzata da attivisti per l'ambiente nei primi anni Novanta, che utilizzavano le cuffie durante feste all'aperto per ridurre al minimo l'inquinamento acustico ed il disturbo della fauna locale. Le grandi discoteche che hanno caratterizzato gli anni novanta continuano comunque a sopravvivere, soprattutto nelle località estive italiane ed europee (es. Riccione ed Ibiza). Le discoteche più piccole di provincia o di città mostrano una tendenza a scomparire in favore dei disco-bar. Tuttavia, anche nei luoghi di villeggiatura giovanili più famosi come la riviera romagnola e, all'estero, Ibiza, s'inizia ad affermare il "locale sulla spiaggia": si tratta di stabilimenti balneari adiacenti che accorpandosi, sfruttano lo spazio guadagnato per offrire fino a tarda notte, una valida alternativa alla classica serata in discoteca. Attualmente si rivelano essere la maggiore minaccia di perdita di utili per le vecchie discoteche.
Inoltre, dopo un'apparente rinascita negli anni 2000-2002, a metà del primo decennio del terzo millennio subentra una pesante crisi creativa della produzione della musica dance e, di riflesso, si assiste ad un significativo calo d'interesse collettivo per le discoteche. Nel 2006 chiude il Cyborg dopo 13 anni di attività poi riaperto da una nuova gestione nel 2017. Per contro c'è un'affermazione del ballo di coppia latino-americano che coinvolge prevalentemente i giovani di età superiore ai 25 anni. Molteplici saranno i locali da ballo che, rinnovati nel nome e negli arredi, proporranno un programma musicale esclusivamente latino-americano. Altrettanto numerose saranno le discoteche di massa che riproporranno la musica dei decenni passati, ospitando talvolta anche gli artisti stessi che resero famosa la dance negli anni '80 e '90.
Attualmente le maggiori discoteche si avvalgono su un genere ben preciso, puntato sulla musica più commerciale e non, in voga (House, Dance Pop, Synth Pop), tuttavia c'è da tenere conto, che pur essendo così in tutti i locali da ballo, vi sono alcune eccezioni dove in alcune serate vengono suonati vari generi (Electro House, Trance, Dance, Progressive House e altri), oppure vi sono eventi apposta per essi, tutto ciò, si tiene sempre conto, della situazione in particolare, in Italia e Stati simili.

## Sicurezza
Alcune discoteche si avvalgono ancora di buttafuori per controllare l'accesso al locale e la sicurezza al suo interno, anche se la normativa vigente in Italia ha ormai drasticamente modificato anche questa figura "storica" dei locali mutandola nel nuovo "Responsabile della Sicurezza". Questa nuova figura è inserita, quasi sempre, in una struttura aziendale esterna ai locali che con essi stabilisce un contratto di collaborazione improntato sul "Controllo dei flussi delle persone e sul servizio di sorveglianza" del locale. Molte di queste società sono regolarmente dotate di nullaosta Prefettizio che consente appunto di svolgere soltanto attività di controllo sui flussi nei locali poiché la "Sicurezza" è completamente e inderogabilmente delegata solo alle Autorità di Polizia che vigilano sull'incolumità dei cittadini. Altro aspetto della "sicurezza" in ambito (soprattutto, ma non soltanto) della Discoteca è anche l'art. 100 T.U.L.P.S (Testo Unico Leggi di Pubblica Sicurezza) del 1931 che recita:" Il Questore può sospendere la licenza di un esercizio nel quale siano avvenuti tumulti o gravi disordini, o che sia abituale ritrovo di persone pregiudicate o pericolose o che, comunque, costituisca un pericolo per l'ordine pubblico, per la moralità pubblica e il buon costume o per la sicurezza dei cittadini. Qualora si ripetano i fatti che hanno determinata la sospensione, la licenza può essere revocata" che comporta in alcuni casi anche la chiusura di oltre 30 giorni per un locale nel quale si verificano atti a turbare l'ordine pubblico (quali risse, ferimenti o aggressioni). Molte volte i cosiddetti buttafuori erano coinvolti in incidenti potevano portare le Autorità ad applicare l art. 100 e che causavano ingenti perdite economiche ai gestori (per non parlare dei dipendenti che restavano senza lavoro). Per questo motivo in molte città e località turistiche si è preferito sostituire la figura poco professionale (e a volte di dubbia provenienza) del buttafuori con una più preparata e professionale, ma che soprattutto possa rispondere della propria responsabilità oggettiva.

### Selezione alla porta
La maggior parte delle discoteche effettuano all'ingresso una selezione. Essa consiste nel far entrare alcuni elementi e nel non farne entrare altri. Le selezioni hanno diversi obiettivi, tra i quali garantire nel locale la massima sicurezza per i frequentatori; i buttafuori, infatti, si impegnano, in genere, a non far entrare elementi che, per come si presentano, possono suscitare apprensione fra la gente e a espellere immediatamente quelli che provocano disordini all'interno del locale. Ma spesso le finalità vanno ben oltre la sicurezza: le dimensioni contenute dei locali spingono infatti i buttafuori a dare priorità a elementi che presentano determinate caratteristiche; in genere le selezioni si basano sull'abbigliamento; molti locali infatti tendono a richiedere, per chi volesse entrare nel locale, di indossare determinati indumenti, in genere una camicia o una giacca e a lasciare fuori coloro che non presentano un abbigliamento consono. Sovente, poi, i gestori chiedono che i frequentatori prenotino l'ingresso in anticipo e spesso organizzano delle apposite liste d'ingresso: chi vuole entrare deve indicare all'ingresso la lista della quale vuole fare parte e vengono conteggiate le persone facenti parte di quella determinata lista. Ciò permette ai gestori di controllare meglio l'affluenza nel locale.
Le discoteche possono avere una selezione più o meno rigida. Ad esempio, le serate dell'Hollywood di Milano per un lungo periodo sono state caratterizzate da una lunga coda fuori, spesso creata volontariamente dai gestori per far parlare di sé. Altre volte, la selezione viene motivata dalla presenza di personaggi del mondo dello spettacolo o dello sport; in alcune, invece, la selezione è pressoché inesistente.
In genere, le discoteche avvisano la clientela di questa scelta ponendo sui propri inviti la scritta selezione all'ingresso.
La selezione alla porta nei locali di pubblico spettacolo, però, va contro la legge italiana (cfr. disciplina paragrafo 14 e 15 (art.187) del regolamento di attuazione del T.U.L.P.S.). Il codice civile infatti, trattando gli esercizi pubblici (quali le discoteche sono), indica che "gli esercenti non possono senza un legittimo motivo, rifiutare le prestazioni del proprio esercizio a chiunque le domandi e ne corrisponda il prezzo". L'eccezione è fatta per l'individuo che si presenta in evidente stato violento, di ebbrezza o di alterazione psichica. Gli stessi "buttafuori" non possono respingere una persona all'ingresso e nemmeno allontanarla dal locale: infatti, sempre secondo il codice civile, gli addetti alla sicurezza dei locali possono al massimo limitarsi a trattenere il soggetto e a chiamare le forze dell'ordine.
Il titolare della licenza per trattenimenti danzanti può selezionare l'accesso dei clienti nel locale; l'art. 187 del Regolamento per l'esecuzione del T.U.L.P.S. dispone il divieto per gli esercenti di rifiutare, senza alcun legittimo motivo, le prestazioni del proprio esercizio a chiunque le domandi e ne corrisponda il prezzo. Tale norma, le cui violazioni sono state assoggettate dal decreto legislativo 480/1994 ad una sanzione amministrativa, è inserita nel paragrafo 15 del regolamento che disciplina gli "esercizi pubblici". Le norme regolamentari di esecuzione relative agli "spettacoli e trattenimenti " sono invece contenute nel paragrafo 14 art. 116/151. Ciò esclude l'applicabilità dell'art. 187 alle discoteche, come del resto ha statuito anche la giurisprudenza (cfr. Pret. Torino, 5 marzo 1993), per cui tale norma va riferita esclusivamente agli esercizi pubblici soggetti alla licenza prevista dall'art. 86 del T.U.L.P.S. quali bar, alberghi, ristoranti. E tanto in ragione della "essenzialità" dei servizi offerti da tali esercizi. Viceversa nei locali da ballo dove viene rilasciata una licenza per trattenimenti danzanti (e non per esercizio pubblico) è legittimamente consentito selezionare l'accesso ai clienti, vietandolo a chiunque non abbia i requisiti oggettivi richiesti (sesso, abbigliamento, età) o non corrisponda alle modalità di ingresso stabilite (es. ingresso in coppia, su prenotazione o con invito o in lista), oppure abbia in precedenza creato problemi di ordine pubblico all'interno del locale poiché quel tipo di licenza impone di garantire all'interno del locale l'ordine e la sicurezza pubblici. È comunque opportuno segnalare all'ingresso, con apposite indicazioni scritte e ben visibili, le modalità e i requisiti per accedervi.

## Pubbliche relazioni
Le discoteche possono avvalersi di responsabili delle Pubbliche Relazioni, più semplicemente chiamati PR, i quali gestiscono i rapporti con la clientela e promuovono il locale al fine di mantenerne ed incentivarne l'affluenza. I PR incassano solitamente sia una percentuale sul biglietto d'ingresso, sia una percentuale sulle consumazioni della rispettiva clientela. I PR possono altresì optare di costituirsi in staff e/o collaborare con più locali ed organizzatori d'eventi.
Il ruolo del PR è pertanto a metà strada tra una figura operativa ed una commerciale. Infatti in prima persona si preoccupa della buona riuscita della serata e di massimizzare i fatturati del locale attraverso un'attenta gestione commerciale (gestione degli inviti, creazione di un format di serata adeguato, attenzione e cura della clientela).
Negli ultimi anni i nuovi mezzi di comunicazione (email, web, sms, social network) hanno consentito ai PR di evolversi con il mercato. Tuttavia, con la maggiore facilità di comunicare cosa succede nei locali, ad esempio tramite siti internet e prevendite dei biglietti delle serate, la loro importanza va via via scemando.

## Estetica
Le strutture, gli arredi, l'illuminazione e le tematizzazioni delle discoteche hanno da sempre seguito le mode del momento in cui venivano inaugurate. Tuttavia vi sono state alcune di esse che, rimanendo indipendenti, hanno a loro volta lanciato nuove mode. Se negli anni settanta non si faceva molto caso all'estetica poiché erano gli stessi impianti luci a definire la linearità interna dei locali, già negli anni 80 molte discoteche cercheranno di distinguersi a mezzo di scenografie e tematizzazioni: molteplici saranno i locali che useranno gli stili romano, gotico, arabesco ed egizio. In molti locali italiani ed europei d'inizio anni ottanta, inoltre, era solito trovare riprodotto alle pareti il profilo delle sagome dei grattacieli di New York (in gergo lo "skyline"), questo sia per omaggiare la città natale delle discoteche che per conferire modernità, esterofilia e fascino al locale. Gli anni ottanta vedranno anche protagonisti gli impianti luci più complessi e dispendiosi: prima della diffusione dei riflettori basati su specchi movibili (propri degli anni novanta), i giochi di luce venivano ottenuti utilizzando attrezzature che muovevano tutta la struttura di supporto del faretto stesso; per questo motivo; gli anni ottanta verranno ricordati come il periodo più luminoso, colorato ed elettrico delle discoteche. Con lo sviluppo dei vari generi musicali e soprattutto con la scissione a fine anni 80 tra musica House e Techno, si assisterà di riflesso anche a una netta caratterizzazione dei locali che suoneranno il primo o il secondo tipo di musica. Se con il tempo la musica House richiederà arredi ricercati, mosaici, lampadari a cristalli e talvolta anche opere d'arte alle pareti, la musica Techno diverrà protagonista di tutti quei locali descritti con acciaio, alta tecnologia degli impianti e dei materiali architettonici.

## Infrastrutture

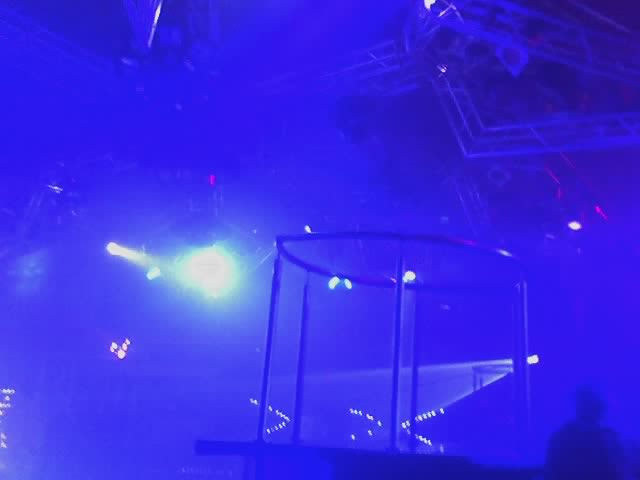
Interni di una discoteca

Dal punto di vista architettonico la discoteca è un locale chiuso con più stanze su uno e/o più livelli in cui delle persone si incontrano essenzialmente per ballare. La discoteca può anche essere all'aperto e comunque prevedere dei locali per i servizi di ogni genere. L'elemento di base della discoteca è la pista da ballo in un materiale ben levigato, su cui si costruisce tutto il resto come servizio al ballo. Gli elementi accessori più importanti sono la cabina del dj su cui sono installati i comandi, gli apparecchi per il suono, per le luci e gli effetti speciali; il camerino per gli artisti; le pedane per l'orchestra e gli spettacoli; il bancone o i banconi del bar; i servizi per il bar; la biglietteria per gli ingressi; i servizi igienici.
Particolarmente importanti sono le leggi che regolano i materiali da costruzione delle discoteche, che come per tutti i locali per il pubblico spettacolo devono essere ignifughi, ossia resistenti agli incendi.
Per ciò che riguarda gli impianti di amplificazione del suono, sono molto diffusi gli stadi finali a mosfet raffreddati ad aria forzata, molto più resistenti delle antiche valvole. Per la diffusione del suono sono utilizzate invece delle casse acustiche posizionate generalmente intorno alla pista oppure al di sopra (tetto sonoro), per fare in modo che chi non balli possa in uno degli ambienti scambiare anche qualche chiacchiera. Un tempo per gli effetti luce veniva utilizzata un'enorme quantità di faretti, mentre ora la tendenza è di riunirli in pochi apparecchi. Inoltre di notevole effetto sono i raggi laser, ma poco utilizzati in quanto molto costosi.